# アイトール・ルイバル
アイトール・ルイバル・ガルシア（Aitor Ruibal García、1996年3月22日 - ）は、スペイン・カタルーニャ州サジェン出身のサッカー選手。レアル・ベティス所属。ポジションはFW。

## クラブ経歴
カタルーニャ州のバルセロナ県サジェンに生まれ、2012-13シーズン、当時カタルーニャ州1部リーグに所属していたCEマンレザでアマチュア選手としてキャリアをスタートさせた。2013年、同じくカタルーニャに本拠地をおくUEコルネジャのカンテラに入団した。
2014-15シーズンの12月21日、セグンダ・ディビシオンBのCDアルコヤーノ戦にて、コルネジャでのプロデビューを果たした。同シーズン終了後、CEルスピタレートへの移籍が発表された。ルスピタレートでは、冬までの前半戦が終了するまでにリーグ戦17試合に出場して3得点を挙げた。
2015年12月22日、レアル・ベティスと4年半契約を交わし、Bチームへの登録が決定した。移籍から約2年後の2017年12月10日、ラ・リーガのアトレティコ・マドリード戦にて、87分にファビアン・ルイスとの交代でベティスでのトップチームデビューとラ・リーガ初出場を記録した。
2018年5月10日、2018-19シーズン終了までセグンダ・ディビシオンBに所属するFCカルタヘナにレンタル移籍することが発表された。同年7月13日、カルタヘナへのレンタル移籍を打ち切り、同シーズンはCFラージョ・マハダオンダをレンタル先とすることとなった。
2019年7月4日、レアル・ベティスとの契約を3年間延長し、同時に1シーズンのCDレガネスへのレンタル移籍も決まった。

## タイトル
レアル・ベティス
- コパ・デル・レイ : 1回 (2021-22)